# Atea (okręg Satu Mare)
Atea (węg. Atya) – wieś w Rumunii, w okręgu Satu Mare, w gminie Dorolț. W 2011 roku liczyła 416 mieszkańców. 